# 鹿色Days
〈鹿色Days〉是2024年電視動畫《鹿乃子乃子乃子虎视眈眈》的片頭曲，亦是聲優組合小鹿社的歌曲。它由福森優光監製，和賀裕希負責作曲。〈鹿色Days〉引子部分的一小時循環版在2024年5月28日公開，隨即爆紅。片中角色虎視虎子的舞步成為不少TikTok用戶的模仿對象。7月3日，《鹿乃子乃子乃子虎视眈眈》在網絡上首播，〈鹿色Days〉則以片頭曲的形式公開，同時官方在YouTube頻道上單獨發佈片頭動畫的片段。同月8日完整版在串流媒體平台上發行。Lantis在8月28日發表收錄了〈鹿色Days〉和片尾曲〈鹿仙貝之歌〉的雙A面單曲《鹿色Days/鹿仙貝之歌》。
根據福森的說法，起初Lantis和動畫製作公司TWIN ENGINE要求他們創作一首「讓人能牢記作品標題」的歌曲。福森考慮到原作的風格就像「平成的搞笑漫畫」，於是便希望最終成品亦有該一年代的動畫歌曲色彩。在上述背景下，他於是請求和賀創作一首电波歌曲。和賀繼而在家中利用三四天的時間把作品標題以不同的旋律和節奏唱出來，找出最適合的配對。

## 製作與發行
〈鹿色Days〉由福森優光監製，和賀裕希作曲。根據福森的說法，起初Lantis和動畫製作公司TWIN ENGINE要求他們創作一首「讓人能牢記作品標題」的歌曲。在接受了它們的請求後，他們一起研究跟《鹿乃子乃子乃子虎视眈眈》有關的資料，並討論歌曲的主題。Lantis和TWIN ENGINE此時要求歌曲要有不斷重複標題的元素。福森考慮到原作的風格就像「平成的搞笑漫畫」，於是便希望最終成品亦有該一年代的動畫歌曲色彩。在上述背景下，他於是請求和賀創作一首电波歌曲。福森在挑選其他職位的人選時，考慮到要平衡歌曲的平成風格，所以刻意把「年紀輕」設為挑選的其中一項考慮因素。
和賀本人此前沒有創作過任何類型的电波歌曲，不過因為自身是《鹿乃子乃子乃子虎视眈眈》作者Oshioshio的粉絲，所以接受了請求，並以創作出跟原作差不多水準的作品為目標。在創作時福森給予和賀一定的自由，認為「歌曲沒有旋律」也行。於是和賀便不斷構思歌曲內容，在家中利用三四天的時間把作品標題以不同的旋律和節奏唱出來，找出最適合的配對。他曾考慮把歌詞中提及作品標題的部分節奏設定得較最終成品快，但考慮到人們可能聽不清楚內容而放棄。最終歌曲採用「斯卡曲風」（Ska）的原因則在於其類似於鹿的日語發音「Shika」。和賀後把作品的暫定版傳給福森，獲得他的好評，認為其琅琅上口。福森亦再修改部分旋律，加入更多讓人瑯瑯上口的部分。該一版本在接下來的流程中得以直接採用。
〈鹿色Days〉引子部分的一小時循環版在2024年5月28日公開，同日在TikTok上發佈60秒循環版。它們搭配了出自《鹿乃子乃子乃子虎视眈眈》動畫第3話虎視虎子演唱〈衝啊 前不良少女小虎視〉時的畫面。7月3日，《鹿乃子乃子乃子虎视眈眈》在網絡上首播，〈鹿色Days〉則以片頭曲的形式公開，同時官方在YouTube頻道上單獨發佈片頭動畫的片段。同月8日完整版在串流媒體平台上發行。

## 片頭動畫
在片頭動畫中，《鹿乃子乃子乃子虎视眈眈》的四位主要角色皆有登場，並設有她們的跳舞場面。除此之外，觀眾亦能看到被製成劇畫及低多边形版本的作中角色鹿乃子乃子。其還包含了戲仿自多部作品的場面，像是《北斗神拳》、《東京喰種》、魂系遊戲等等。

## 迴響
一小時循環版以約一週的時間獲得百萬次的觀看次數，並成為網絡迷因，吸引人們在開播前關注該部作品。其爆紅引來Oshioshio的不解。片中虎視虎子的舞步成為不少TikTok用戶的模仿對象，乃至日向坂46和TWS的成員亦有模仿。截至2024年7月1日，60秒循環版和一小時循環版在TikTok和YouTube上分別獲得1,600萬次和567萬次的觀看次數。社交平台X的有關推文閲覧量則有591萬次。在YouTube的有關片段觀看次數突破300萬時，官方人員為了祝賀而戴著鹿乃子頭套，在鹿旁邊跳舞。Animate Times形容循環版讓「歌詞離不開不少人的腦袋」。動畫新聞網的尼可拉斯·杜普里（Nicholas Dupree）則批評官方搶走了粉絲原本擔當的角色，並指自己在看完首話後無法感受到官方想要宣傳的作品形象。Real Sound採訪的前動畫歌曲雜誌編輯形容，除了歌詞之外，舞步簡單和場景「超現實」也是其流行的原因。而且他認為歌曲具「老式的御宅族文化」色彩，也讓它更為爆紅。
搭配〈鹿色Days〉的片頭動畫在YouTube上公開後花了一晚就突破百萬次的觀看次數。7月5日，鹿乃子的聲優潘惠美表示若其觀看次數突破1000萬她就「現場唱」。此一目標在公開後6天達成。2024年8月4日，它在YouTube上的觀看次數突破2000萬，官方為此公開角色立體舞蹈模型的數據。8日，大阪桐蔭吹奏樂部在第106屆全國高等學校棒球錦標賽上翻唱了〈鹿色Days〉。
遊戲基地的多多形容片頭動畫的歌曲節奏帶「魔性」。同樣，udn遊戲角落的編輯油依分別形容片頭動畫的開首旋律和角色舞步「洗腦」和「絲滑」。

## 收錄曲目
| 數位下載／串流媒體 | 數位下載／串流媒體 | 數位下載／串流媒體 | 數位下載／串流媒體 | 數位下載／串流媒體 |
| 曲序               | 曲目               |                    | 作曲               | 时长               |
| ------------------ | ------------------ | ------------------ | ------------------ | ------------------ |
| 1.                 | 鹿色Days           | yaginuma kana      | 和賀裕希           | 3:21               |

| CD單曲 | CD單曲               | CD單曲        | CD單曲   |
| 曲序   | 曲目                 |               | 作曲     |
| ------ | -------------------- | ------------- | -------- |
| 1.     | 鹿色Days             | yaginuma kana | 和賀裕希 |
| 2.     | 鹿仙貝之歌           | 春川仁志      | 春川仁志 |
| 3.     | 鹿色Days（器樂版）   |               |          |
| 4.     | 鹿仙貝之歌（器樂版） |               |          |